# Sphenosuchia
De Sphenosuchia zijn een groep (onderorde) van uitgestorven archosaurische reptielen die behoren tot de Crocodylomorpha.
De Sphenosuchia werden benoemd door Luís Bonaparte in 1972; de term diende ter aanduiding van een onderorde van basale crocodylomorfen. Soms werd deze onderorde gerekend tot de Crocodilia in traditionele zin. Zeer omstreden is of die groep parafyletisch is of monofyletisch; het gaat hierbij om de vraag of alle vormen die men traditioneel tot de Sphenosuchia rekent nauwer aan elkaar verwant zijn dan aan enig andere diersoort of dat de Crocodyliformes, meer afgeleide crocodylomorfen, juist nauwer verwant zijn aan sommige sphenosuchiërs dan aan andere.
In het begin van de jaren negentig werd meestal aangenomen dat de Sphenosuchia een natuurlijke monofyletische groep vormden als zustergroep van de Crocodyliformes. De analyses van de laatste jaren geven echter aan dat ze in de traditionele opvatting parafyletisch zijn. Paul Sereno heeft daarom in 2005, toen hij als eerste een exacte definitie als klade gaf, gekozen voor een meer beperkt concept: de groep bestaande uit Terrestrisuchus gracilis (Crush 1984) en Sphenosuchus acutus (Haughton 1915) en alle soorten nauwer verwant aan Terristrisuchus en Sphenosuchus dan aan de nijlkrokodil Crocodylus niloticus (Laurenti 1768). De omslachtige dubbele verankering werd veroorzaakt doordat Sereno zowel een sterk afgeleide sphenosuchiër wilde gebruiken (in casu de goed bekende Terrestrisuchus) als de naamgever Sphenosuchus.
Sphenosuchia sensu Sereno is per definitie monofyletisch; deze opzet maakt het mogelijk dat sommige vermeende sphenosuchiërs bij verder onderzoek meer basale crocodylomorfen zullen blijken te zijn of juist basale crocodyliformen. Een probleem met Serenos definitie is dat Sphenosuchus zelf weleens minder basaal zou kunnen zijn ten opzichte van de Crocodyliformes dan Terrestrisuchus. Veel paleontologen zien vanwege al deze problemen helemaal van het gebruik van het concept af en spreken van 'basale crocodylomorfen' als ze het over deze groep hebben.
De Sphenosuchia waren kleine landbewonende vormen die voorkwamen vanaf het Laat-Carnien (228 miljoen jaar geleden) tot in het Sinemurien van het Jura (197 miljoen jaar geleden. Een mogelijke soort, Junggarsuchus, kwam nog voor in het Callovien, zon 164 miljoen jaar geleden. Ze hadden vrij lange ledematen en het is weleens gedacht dat ze boombewoners waren. Rond 1970 was het een populaire theorie dat de oorsprong van de vogels binnen de sphenosuchiërs lag maar deze gedachte hangt niemand meer aan.

## Geslachten
Vanwege de onzekerheid over de definities verschillen de opvattingen over welke soorten precies tot de groep moeten worden gerekend. Deze geslachten zijn in het recente verleden weleens bij de Sphenosuchia ondergebracht:
- Redondavenator
- Pedeticosaurus
- Litargosuchus
- Terrestrisuchus
- Pseudhesperosuchus
- Saltoposuchus
- Hesperosuchus
- Dromicosuchus
- Kayentasuchus
- Sphenosuchus
- Dibothrosuchus
- Junggarsuchus
- Barbarenasuchus
- Dyoplax
- Hallopus
- Macelognathus
- Parrishia
- Trialestes

Er is door Von Huene ook een familie Sphenosuchidae benoemd; deze is nooit gedefinieerd.